# Galerix remmerti
Galerix remmerti is een fossiele haaregel uit Spanje. De soort is bekend van het Ramblian, in de buurt van Calamocha (Spanje). De soort is benoemd naar wijlen professor Remmert Daams, die met anderen het materiaal van de soort opgroef.
Het is een middelgrote Galerix-soort (tweede onderkies ca. 2,5 millimeter), met een goed ontwikkelde metaconide op de vierde valse kies in de onderkaak, terwijl de paraconide min of meer 'vrij' is. De derde valse kies in de bovenkaak heeft meestal slechts één linguale knobbel. Er is altijd een protocoon-metaconuul-verbinding tussen de eerste en de tweede bovenkies aanwezig.